# La Petite Fille au tambour (film, 1984)
Pour le roman américain homonyme, voir La Petite Fille au tambour.
Pour plus de détails, voir Fiche technique et Distribution.
La Petite Fille au tambour (The Little Drummer Girl) est un thriller américain réalisé par George Roy Hill en 1984 et adapté du roman d'espionnage éponyme de John le Carré. Le film, mené par Diane Keaton, Yorgo Voyagis et Klaus Kinski, a reçu des critiques mitigées.

## Synopsis
Basée en Europe et au Moyen-Orient, l'intrigue nous emmène dans une mission du Mossad visant à débusquer un auteur d'attentats à la bombe de l'OLP nommé Khalil (Sami Frey). Pour le capturer, l'agence de renseignements enlève et tue son frère, puis recrute une actrice américaine et antisioniste du nom de Charlie (Diane Keaton) pour qu'elle se fasse passer pour une amie de l'homme mort, en espérant que Khalil accepte de communiquer avec elle. Charlie fait tout ce que le Mossad demande et son infiltration est parfaitement réussie, à tel point qu'elle n'est désormais plus en mesure de s'échapper.

## Fiche technique
- Titre original : The Little Drummer Girl
- Titre francophone : La Petite Fille au tambour
- Réalisation : George Roy Hill
- Scénario : Loring Mandel, d'après le roman La Petite Fille au tambour de John le Carré
- Production : Robert Crawford Jr., Patrick Kelley (producteur délégué) et Dieter Meyer (producteur exécutif)
- Société de distribution : Bavaria Film, Pan Arts et Warner Bros.
- Compositeur : Dave Grusin
- Photographie : Wolfgang Treu (en)
- Montage : William Reynolds
- Décors : Heidi Lüdi
- Direction artistique : Helmut Gassner, Mikes Karapiperis, Ariel Roshko et Geoffrey Tozer
- Costumes : Ille Sievers et Kristi Zea
- Durée : 130 minutes
- Pays de production :  États-Unis
- Langue originale : anglais
- Formats : Couleur - 35 mm - 1.85 : 1
- Genre : Thriller
- Dates de sortie :
  - États-Unis : 19 octobre 1984
  - Suisse : 8 février 1985

## Distribution
- Diane Keaton (VF : Béatrice Delfe) : Charlie
- Yorgo Voyagis : Joseph
- Klaus Kinski : Martin Kurtz
- Sami Frey	: Khalil
- Michael Cristofer	: Tayeh
- Eli Danker : Litvak
- Ben Levine : Dimitri
- Jonathan Sagall : Teddy
- Shlomit Hagoel : Rose
- Juliano Mer-Khamis : Julio
- Sabi Dorr : Ben
- Doron Nesher : David
- Smadar Brener : Toby
- Shoshi Marciano :	Rachel
- Philipp Moog : Aaron
- Avi Keiddar : Raoul
- David Shalit : Zev
- Dor Zweigenboim : Udi
- Anna Massey : La dirigeante
- Thorley Walters :	Ned Quilley
- Julian Firth (en) : Le jeune homme
- Simon Osman : Eszra
- Albert Moses : Le marchand de fruits
- Ben Robertson : Le policier
- John le Carré : Le commandant
- Sebastian Graham Jones : Le réalisateur
- Gawn Grainger : Un acteur
- Michael Graham Cox : Donald / Un soldat
- Illona Linthwaite : Lucy
- Irene Marot : Pam
- Bill Nighy : Al, de la Compagnie de Théâtre
- Dee Sadler : Diana
- Melanie Kilburn :	Heloise
- Rowena Cooper : Mlle Bach
- Peter Capell : Schwili
- Sasi Sa'ad : Leon
- Heinz Weiss : Un membre de la Croix-Rouge
- Rolf Becker : Un membre de la Croix-Rouge
- Ori Levy : Lenny
- Moti Shirin : Michel
- Robert Pereno : Rossino
- Kerstin De Ahna :	Helga
- Yasein Shawaf : Cadre
- Suhel Haddad : Danny
- Dana Wheeler-Nicholson : Katrin
- Mohammed Kassas :	Le premier garçon
- Johnny Arbid : Le deuxième garçon
- Mohammed Ali Badarni : Le troisième garçon
- Mahmoud Abu Elkhair : Abdoul
- Jeff Lester : L'américain
- Prosper Saul : Le traducteur
- Adib Jashon : Le professeur en armes explosives
- Reinhard Kolldehoff : L'inspecteur
- Shimon Finkel : Le professeur Minkel
- Elisabeth Neumann-Viertel : Mme Minkel
- Yossi Werzansky :	Ben Ami
- Aviva Joel : Mme Ben Ami
- Noam Almaz : Gabriel
- Dieter Augustin :	Un habitant de Freiburg
- Max Schillinger :	Le conducteur de bus
- David Suchet : Mesterbein
- Dani Roth : Oded